# Apavatn
Apavatn är en sjö på Island. Dess yta är 13,6 km2.